# وام سخت بها
وام سخت بها (انگلیسی: Hard money loan) اصطلاحی است که از زبان انگلیسی به فارسی برگردانده شده‌است. این نوع وام به مواردی طعلق می‌گیرد که قرض دهندهگان وضعیت مالی و اعتبار قرض گیرنده را از نظر شخصی و اعتباری نمی‌سنجند. این وام بر اساس اموال دارایی‌های شخص داده میشخود، بدین معنی که در صورت پرداخت نشدن وام مؤسسه مالی امول مشتری را مصادره خواهد کرد.

## موارد استفاده
وام سخت بها می‌تواند گزینه خوبی برای وام اخذ سریع سرمایه باشد. در خالی در بانک‌های معمولی وام‌ها شاید دو تا شش ماه طول بکشند، این نوع وام می‌تواند در چند روز یا حداکثر چند هفته به شما وام تعلق بگیرد.
موسساتی که به شما وام می‌دهند هیچ‌کدام از موارد زیر را مورد نظر نخواهند گرفت که بانک‌های معمولی برایشان مهم می‌باشد:
- امتیاز اعتباری
- درآمد
- منبع درآمدی
- تمام قبض‌های پرداخت نشده و دیر پرداخت شده
- و غیره